# Inflace (kosmologie)
Inflace je teorie z oboru kosmologie, podle níž v raném vesmíru nastala fáze, kdy se prostor exponenciálně rozpínal. Toto rozpínání začalo 10−36 sekund po okamžiku, kdy se velký třesk nacházel ve fázi singularity, a skončilo 10−33 až 10−32 sekund po singularitě. V důsledku toho celý dnes viditelný vesmír pochází z původně malé oblasti, která byla kauzálně spojená. To vysvětluje jeho dnešní vysokou homogenitu. Po počátečním období rychlé inflace pokračuje vesmír v dalším rozpínání, jen výrazně pomalejším tempem.

## Teorie inflace a její vývoj
Inflační teorie vysvětluje mnoho zásadních kosmologických otázek: proč je vesmír na velkých měřítkách s velkou přesností homogenní, izotropní a plochý, když na základě fyziky velkého třesku bychom očekávali spíše opak, nebo proč ve vesmíru nepozorujeme topologické defekty (magnetické monopóly). Inflační kosmologie rovněž vysvětluje původ struktury vesmíru na velkých měřítkách – ta pochází z drobných nehomogenit majících původ v kvantových fluktuacích v počáteční oblasti prostoru, která je dnes námi viditelným vesmírem.
Myšlenka inflace byla poprvé zavedena americkým fyzikem a kosmologem Alanem Guthem roku 1980. Do moderní podoby ji posléze uvedli Andrej Linde, Andreas Albrecht a Paul Steinhardt.
Základní představa inflace byla potvrzena pozorováními a dnes se ale považuje za součást standardní kosmologie. Hypotetické pole, které ji způsobuje, se nazývá inflatonové pole. Inflatonové pole o určité hodnotě způsobuje záporný tlak tenzoru energie a hybnosti, což vede k rychlému rozpínání prostoru. Hodnota inflatonového pole nakonec klesne, záporný tlak pomine a fáze rapidního rozpínání tím skončí.
V některých variantách obsahuje inflační teorie i představu, že v rámci inflace vznikají samostatné bublinové nebo kapsové vesmíry (angl. pocket universe). Kdyby hodnota inflatonového pole klesla jen v některých oblastech vesmíru, vznikla by v takové oblasti bublina nebo kapsa běžné hmoty, zatímco okolní oblasti by nadále procházely inflací. Kolapsem inflatonového pole v různých oblastech vznikají jednotlivé kapsové vesmíry, oddělené od sebe rapidně se rozpínajícím inflačním prostorem. Jelikož inflace vytváří nový prostor rychleji než rychlostí světla, nemohou spolu jednotlivé kapsové vesmíry jakkoli interagovat. Každý kapsový vesmír je samostatným odděleným vesmírem v rámci inflačního mnohovesmíru.
Přesný mechanismus zodpovědný za inflaci na úrovni elementárních částic není známý. Teorie se setkává s kritikou a s neshodami s pozorováními. Podle měření BICEP mohla být roku 2014 již zaznamenána inflace pozorováním polarizace reliktního záření, která však mohou být interpretována i pomocí jiných, neinflačních mechanismů. Téměř tak chybí možnost falzifikovatelnosti této teorie.